# Nombre teofórico

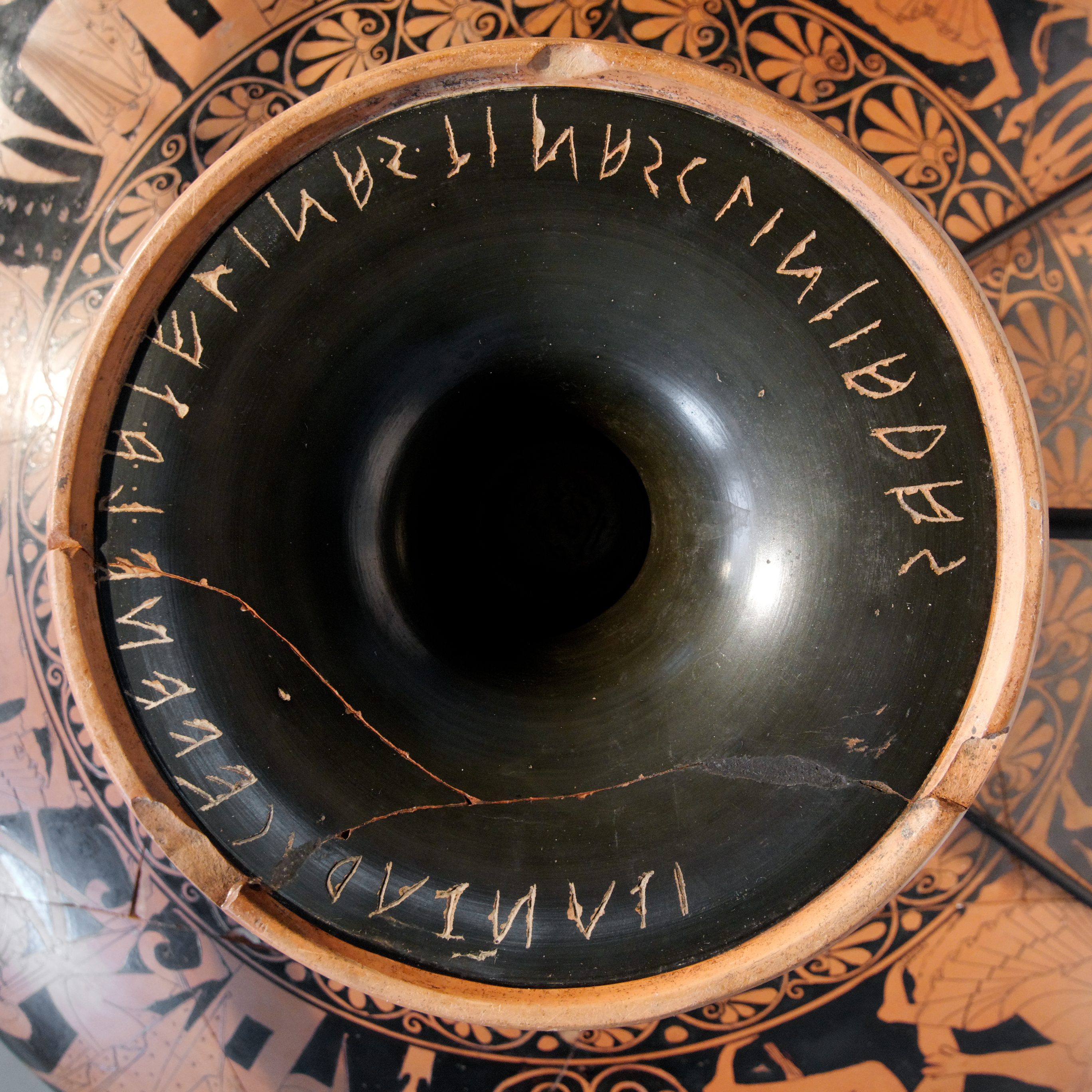
Kýlix ática con inscripción votiva (en caracteres etruscos) para los dióscuros. La firman el alfarero Euxiteo y el pintor Oltos.

Un nombre teofórico o nombre teóforo (del griego antiguo θεοϕόρος [theophóros], compuesto de θεο- [theo-], ‘deidad’, y -ϕόρος [-phóros], ‘el que lleva’, ‘portador’ [< φέρω /férō/ ‘llevar’, ‘portar’] y el sufijo -ικός [-icós], ‘cualidad’, ‘relación’; ‘portador de la deidad’) es un nombre propio que contiene el nombre de un dios o divinidad, tanto para servir de difusión para el nombre sacro, como para invocar la protección del mismo para la persona que lo lleva.
Los nombres teóforicos eran muy comunes en Mesopotamia y Antiguo Oriente Próximo, donde el nombre de la persona incluía el nombre del dios en que confiaban e idolatraban. Esta práctica, denominada en onomástica teoforía, se refiere a añadir un nombre de dios (o su nombre local variante) al nombre propio de la persona.

## Antiguo Egipto
En el Antiguo Egipto, los faraones recibían varios nombres o titulaturas que normalmente aludían a sus dioses: Ra, Tot, Amón, etc.
- Ramsés (rˁ ms s): "Engendrado por Ra".
- Tutankamón (tut ˁnḫ imn): "Imagen viva de Amón".
- Tutmosis (ḏḥuty ms): "Engendrado por Dyehuty" (llamado dios Tot por los antiguos griegos).

## En la Biblia
En la Biblia hay varios ejemplos de nombres teofóricos, algunos contienen la raíz El (אֵל), de elohim, que significa Dios. otros contienen a Yahvé, que es el nombre personal divino del dios bíblico.
El primer nombre teofórico en la Biblia es Mebunael (מְחוּיָאֵל, Meḥûyā’ēl) En Génesis 4:18. Su nombre puede significar "herido por Dios" o "viviente de Dios". Con Yahveh el primero es José o Yosef, (יוסף, Yôsēp̄) que comienza con la sílaba “jo” (יו), tiene a Yahveh (יהוה) como primer elemento, y es una contracción de la forma original “Jehoseph” (יהוסף) 

### Ejemplos de nombres teofóricos bíblicos populares.
• Israel - El que lucha con Dios
• Isaías – Salvación de Yahveh
• José, Giuseppe –Yahveh añadirá
• Josué, Jesús – Yahveh es la salvación
• Tobías – Bondad de Yahveh
• Ismael – Dios ha escuchado
• Miguel, Mikhael – ¿quién como Dios?
• Gabriel – Dios es mi fuerza
• Jonatán, Juan, Giovanni, Jean, Ivan, Nate,John – Yahveh es misericordioso
• Daniel – Dios es mi juez
• Emmanuel – Dios con nosotros
• Nathaniel – Don de Dios
• Uriel – Dios es mi luz
• Sofonías – Yahveh ha atesorado
• Elías – Mi Dios es Yahveh
• Samuel – Dios ha oído
• Rafael – Dios es mi sanador
• Josías – Yahveh apoya

#### En mujeres
• Ivanna, Juana – Yahveh es misericordioso
• Isabel, Elisabeth – Dios es mi juramento
• Daniela – Dios es mi juez
• Gabriela – Dios es mi fuerza
• Zefanías – Yahveh ha atesorado
• Manuela – Dios con nosotros